# Рыжонков, Дмитрий Иванович
Дмитрий Иванович Рыжонков (9 ноября 1930 г., дер. Гостерачки, Молоковский район, Калининская область — 28 февраля 2021 года, Москва) — советский и российский учёный-металлург, специалист в области ультрадисперсных или нанокристаллических материалов. Доктор технических наук, профессор кафедры функциональных наносистем и высокотемпературных материалов Московского института стали и сплавов. Лауреат Государственной премии Российской Федерации (1996 г.), заслуженный деятель науки и техники РФ (1991 г.).

## Биография
Дмитрий Иванович Рыжонков родился 9 ноября 1930 г. в деревне Гостерачки Молоковского района Тверской (в то время Калининской) области. Семья переехала вначале в г. Кимры, а затем в Москву. В Москве в 1938 г. пошёл в школу, до начала Великой Отечественной войны закончил три класса. В 1941 г. семья была эвакуирована в Ярославскую область, откуда в начале 1942 г. вернулась на родину, в деревню Гостерачки. В 1948 г. закончил Молоковскую среднюю школу, в этом же году поступил в Московский институт стали на недавно открывшийся физико-химический факультет.
Институт закончил в 1954 г. по специальности «физико-химические исследования металлургических процессов», был оставлен работать на кафедре теории металлургических процессов — ассистентом, заведующим лабораторией, затем преподавателем. В 1961 г. защитил кандидатскую диссертацию на тему «Кинетика высокотемпературного восстановления окислов железа твердым углеродом». В 1962—1963 гг. был на научной стажировке в США, в Миннесотском университете. После возвращения работал в Институте стали и сплавов, в 1965 г. утвержден в учёном звании доцента.
В 1967 г. приглашен на работу в Министерство высшего и среднего специального образования СССР, где работал вначале заместителем, а с 1971 г. — начальником Главного управления высшими учебными заведениями Минвуза СССР и членом Коллегии Министерства Высшего и среднего специального образования СССР. В этой должности проработал до 1992 г. В 1992 г. был приглашен на работу в Администрацию Президента Российской Федерации, где работал вначале начальником отдела, затем заместителем начальника управления Администрации Президента.
На всех работах не прекращал преподавательской и научной деятельности в Московском институте стали и сплавов. По результатам научной работы подготовил докторскую диссертацию на тему «Механизм и кинетика восстановительных процессов в слоевых и дисперсных окисных системах», которую успешно защитил в 1977 г. В 1978 г. избран по конкурсу заведующим кафедрой теории металлургических процессов МИСиС. В 1979 г. присвоено ученое звание профессора, в последние годы — профессор-консультант кафедры функциональных наносистем и высокотемпературных материалов НИТУ «МИСиС».
Похоронен на Хованском кладбище.

## Научная и педагогическая деятельность
Основная область научных интересов — физикохимия и технология получения наноматериалов, кинетика восстановительных процессов.
Специалист в области физико-химии восстановительных процессов, под его руководством успешно проводились работы по исследованию механизма и кинетики совместного и селективного восстановления металлов в сложных оксидных системах, изучению макрокинетики восстановительных процессов в реальных металлургических агрегатах. Д. И. Рыжонковым были начаты фундаментальные исследования по интенсификации окислительно-восстановительных процессов путем воздействия на реакционные системы энергетических полей, большое внимание получили его работы в области разработки фундаментальных основ управляемого получения нового класса материалов — ультрадисперсных систем заданного состава и свойств.
Руководил работами в рамках проблемы «производство металлических и оксидных материалов заданного качества при комплексной переработке рудного сырья по безотходной технологии». Д. И. Рыжонковым и его учениками велись работы по исследованию механизма и кинетики совместного и селективного восстановления металлов в сложных оксидных системах, изучение макрокинетики процессов в реальных металлургических агрегатах. В последние годы творческой деятельности занимался исследованиями по воздействию энергетических полей на процессы восстановления оксидов и формирования металла, по исследованию свойств и условий получения ультрадисперсных (нанокристаллических) материалов.
Автор монографии, более 200 научных работ, свыше 20 изобретений. Им подготовлено более 25 кандидатов технических наук, в том числе и для других стран (Китай, Вьетнам, Алжир), при его консультировании было защищено 4 докторские диссертации.
Являлся членом специализированных советов по защите диссертаций Центрального научно-исследовательского института чёрной металлургии и МИСиС, руководителем координационного совета по проблеме «Энергонасыщенные ультрадисперсные функциональные среды».

## Основные публикации
- D. Ryzhonkov, Н. Jalkanen, L. Holappa, E. Heikinheimo, S.N. Paderin, G.V. Serov. Physicochemical calculations on metallurgical prosesses. PICA-SET OY Espo 1999.
- Д. И. Рыжонков «Интеграция науки и образования». М. Издат. Дом МИСиС. 2009.
- Д. И. Рыжонков, Б. А. Соколов. «Совершенствование инженерного образования» Техника и технология в промышленности. № 2, 2004, с.96—100.
- Д. И. Рыжонков, В. В. Левина, Э. Л. Дзидзигури и др. «Ультрадисперсные среды. Получение нанопорошков методом химического диспергирования и их свойства». М., Издательство «Учеба», 2007.
- Д. И. Рыжонков, В. В. Левина, Э. Л. Дзидзигури. «НАНОМАТЕРИАЛЫ» Учебное пособие. М., БИНОМ. Лаборатория знаний. 2008.
- Д. И. Рыжонков, В. В. Левина, Э. Л. Дзидзигури. «Ультрадисперсные системы: получение, свойства, применение». Учебное пособие. М Изд. «Учеба» 2003.
- Д. И. Рыжонков, В. В. Левина, Э. Л. Дзидзигури. «Ультрадисперсные системы: физические, химические и механические свойства». Учебное пособие. М. Изд. «Учеба», 2005.
- Д. И. Рыжонков, В. В. Левина. «Становление и перспективы развития научной школы по получению, исследованию свойств и применению наноразмерных материалов» Цветные металлы. 2007. № 5 с. 16 −19.
- Д. И. Рыжонков, П. П. Арсентьев, В. В. Яковлев и др. «Теория металлургических процессов». Учебник, М. «Металлургия». 1989.
- Д. И. Рыжонков, Соколов Б. И. «Золотой век высшей школы и роль базовых вузов в этот период». М. ПАЛЬМА пресс. 2006
- Д. И. Рыжонков, Челищев Е. В., Арсентьев П.П, Яковлев В. В., «Металлургия черных и цветных металлов». Учебник для вузов. М. «Металлургия». 1993.
- Расчеты металлургических процессов на ЭВМ. Учебное пособие. М. «Металлургия» 1987.
- С. Н. Падерин, Г. В. Серов, Д. И. Рыжонков Теория гомогенных и гетерогенных процессов. М, Издательство «Учеба» 2003.
- Экспериментальные работы по теории металлургических процессов. Учебное пособие. М. «Металлургия» 1989.

## Признание
В 1991 году указом Президента РФ присвоено звание «Заслуженный деятель науки и техники Российской Федерации». В 1996 г. указом Президента Российской Федерации присуждена Государственная Премия и присвоено звание «Лауреат Государственной Премии Российской Федерации» за разработку научных основ и комплекса новых технологических процессов и оборудования для современного приборостроения по результатам исследований по получению, исследованию свойств и применению ультрадисперсных (нанокристаллических) материалов.
Награждён орденами «Знак почёта» (1976 г.) и Дружбы народов (1980 г.), различными медалями, государственными наградами Китайской Народной Республики и Монгольской Народной Республики.